# César Domboy

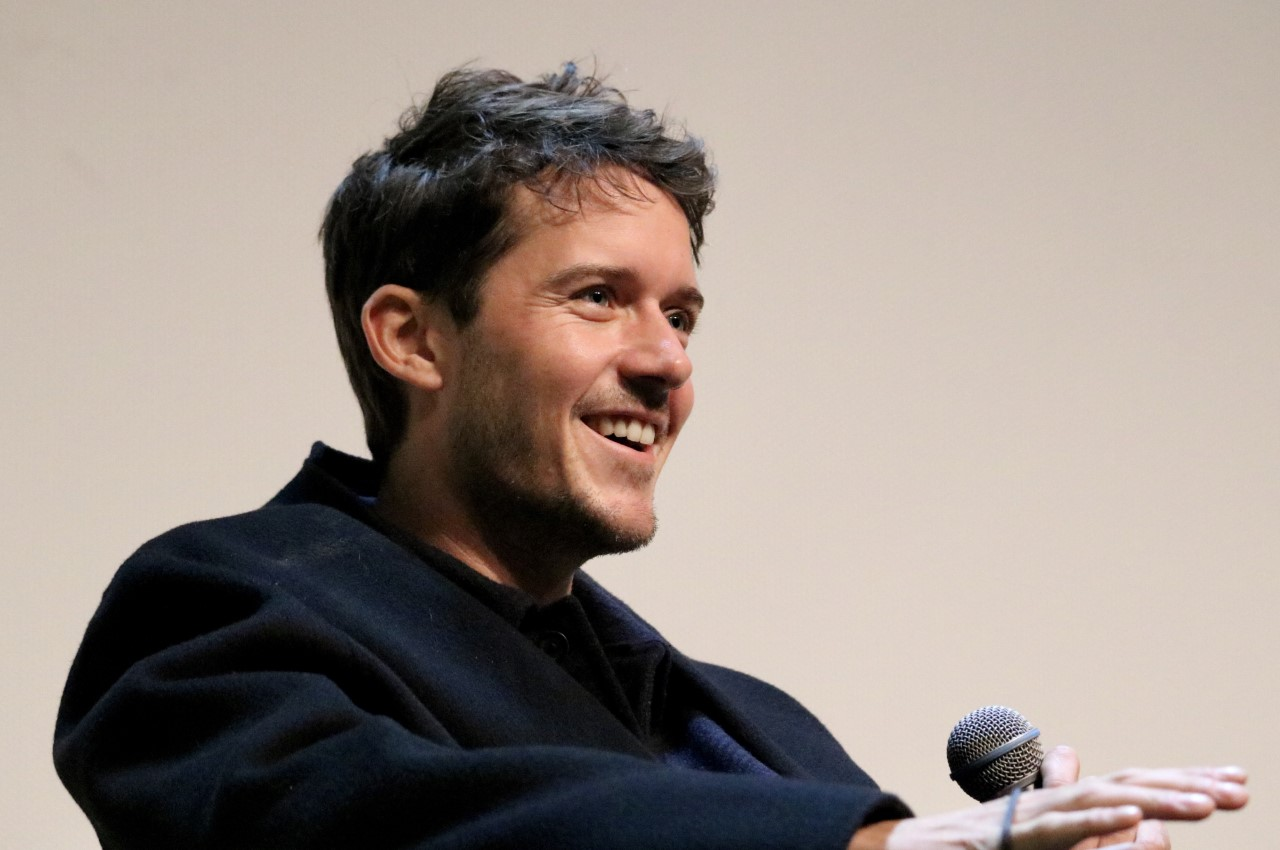
César Domboy (2022)

César Domboy (* 10. März 1990) ist ein französischer Schauspieler.

## Filmografie (Auswahl)
- 2004: Es herrscht Vertrauen (La Confiance règne)
- 2006: Die roten Nadeln (Les Aiguilles rouges)
- 2008: 15 ans et demi …
- 2009: Three Celestial Bodies (Les astres noirs)
- 2010: Die Prinzessin von Montpensier (La Princesse de Montpensier)
- 2011: Hier und da (Sur le départ)
- 2013: Les Lendemains
- 2013: Baby Balloon
- 2014: Résistance
- 2014: Wochenenden in der Normandie (Week-ends)
- 2015: The Walk (The Walk: Rêver plus haut)
- 2016: Mein ziemlich kleiner Freund (Un homme à la hauteur)
- 2017: Ein Sack voll Murmeln (Un sac de billes)
- 2021: Eugénie Grandet
- 2021: Die Tanzenden (Le Bal des folles)
- 2022: Sous Emprise – Die Freiheit unter Wasser (Sous emprise)
- 2023: Die Bonnards – Malen und lieben (Bonnard, Pierre et Marthe)
- 2024: Rich Flu

## Fernsehen
- 2007: Le Clan Pasquier (Miniserie)
- 2011–2014: Borgia (Fernsehserie)
- 2014: Outlander (Fernsehserie)
- 2022: SAS: Rogue Heroes (Fernsehserie)